# 6318 Cronkite
6318 Cronkite este un asteroid care intersectează orbita planetei Marte.

## Descriere
6318 Cronkite este un asteroid care intersectează orbita planetei Marte. Asteroidul prezintă o orbită caracterizată de o semiaxă mare de 2,51 ua, o excentricitate de 0,46 și o înclinație de 25,9° în raport cu ecliptica.